# Лешнік

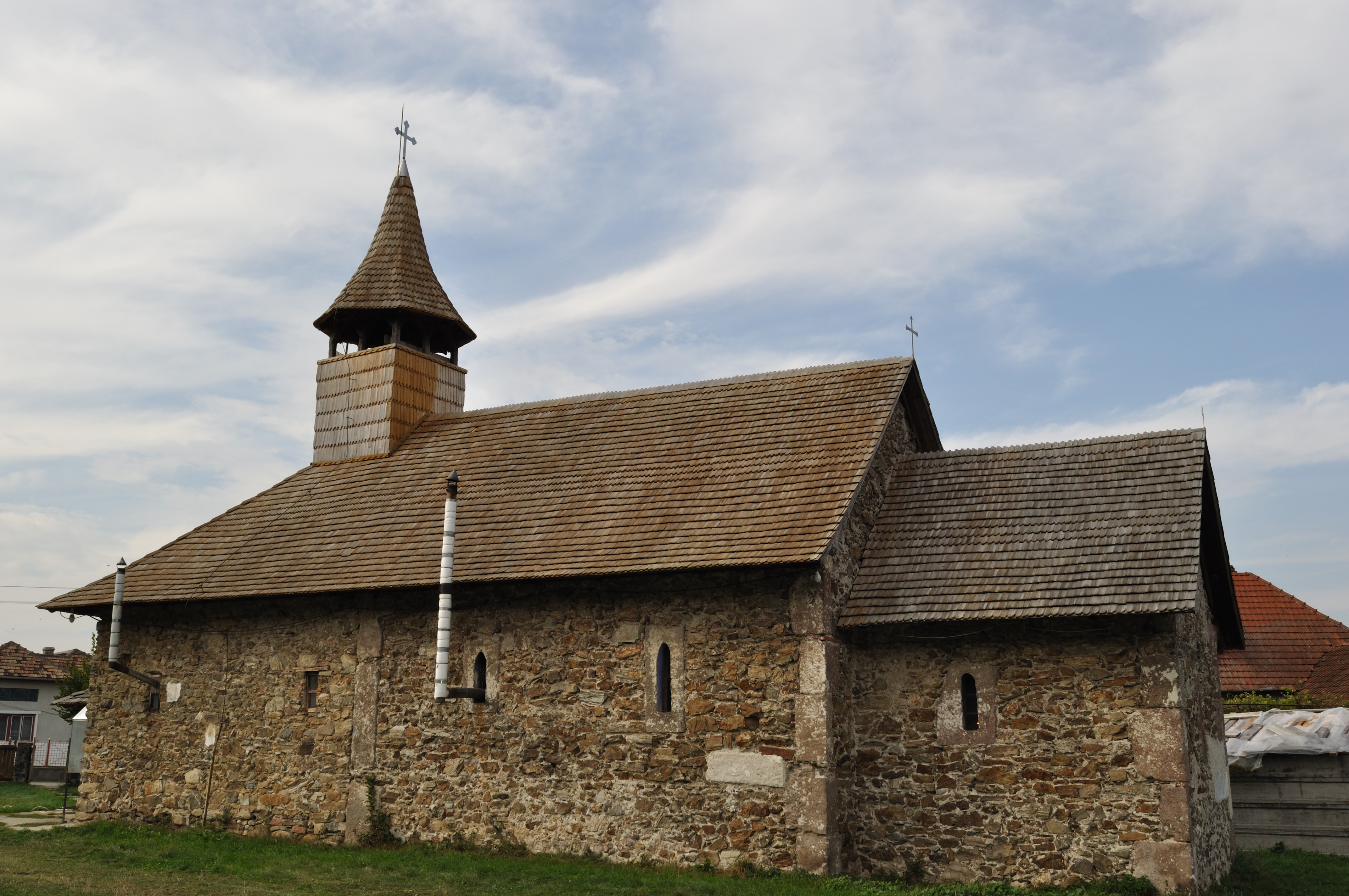

Лешнік (рум. Leșnic) — село у повіті Хунедоара в Румунії. Входить до складу комуни Вецел.
Село розташоване на відстані 309 км на північний захід від Бухареста, 13 км на захід від Деви, 116 км на південний захід від Клуж-Напоки, 118 км на схід від Тімішоари.

## Населення
За даними перепису населення 2002 року у селі проживали 527 осіб.
Національний склад населення села:
| Національність | Кількість осіб | Відсоток |
| -------------- | -------------- | -------- |
| румуни         | 514            | 97,5%    |
| цигани         | 7              | 1,3%     |
| угорці         | 5              | 0,9%     |

Рідною мовою назвали:
| Мова      | Кількість осіб | Відсоток |
| --------- | -------------- | -------- |
| румунська | 521            | 98,9%    |
| угорська  | 5              | 0,9%     |